# Hauswerk
Unter dem historischen Begriff Hauswerk oder auch Hausfleiß versteht man die Produktion von Erzeugnissen im eigenen Haus, wobei die Erzeugnisse für das eigene Haus oder im eigenen Haus (z. B. Lebensmittel, Kleidung, Haushaltsgeräte, Haushaltswaren) benötigt werden.
Das Hauswerk dient also grundsätzlich dem Eigenbedarf, im Gegensatz zum Heimwerk (heute Heimarbeit genannt), zum Preiswerk und zum Lohnwerk. Das Hauswerk gilt als frühe Stufe der gewerblichen Tätigkeit.
Im letzten Jahrhundert sowie gelegentlich noch heute ist Hauswerk auch ein Begriff für ein Unterrichtsfach, das mit der heutigen Hauswirtschaftslehre vergleichbar ist bzw. dieser entspricht.